# Terban (Warung Asem)
Terban is een bestuurslaag in het regentschap Batang van de provincie Midden-Java, Indonesië. Terban telt 2269 inwoners (volkstelling 2010).